# Nokia 3310
A Nokia 3310 kétsávos, GSM 900-as és 1800-as frekvencián használható mobiltelefon. A Nokia cég 2000 utolsó negyedévében mutatta be a 3210 utódjaként. Könnyen kezelhető, felhasználóbarát szoftvere és ergonomikus, masszív burkolata miatt hamar népszerűvé vált. Világszerte több, mint 126 millió darabot adtak el belőle. Több utódja is van, a Nokia 3315, 3330, 3350, 3390 és 3395. 2017 júniusában újra megjelent, de frissített változatban.

## Külső felépítés
A telefon 133 gramm tömegű. Előlapján található a 84×48-as felbontású monokróm kijelzője, felette a beszédhangszóró van. A kijelző alatt van egy funkciógomb, amelynek funkciója az adott menüpont függvényében változik. A gombhoz tartozó aktuális parancs a kijelző alján, a gomb felett olvasható. Van továbbá egy “C” gomb, amely a törlés és a visszalépés funkcióját látja el, valamint egy kétirányú navigációs gomb. Alul a hagyományos, 12 gombos numerikus billentyűzetet helyezkedik el. A kijelző és a gombok zöld színű háttérvilágítással vannak ellátva, így a telefon sötétben is használható. A hátlap az alján lévő gomb megnyomásával távolítható el. Alatta van a cserélhető akkumulátor. A gyári telep még nikkeles, de a később gyártottak már lítiumosak. Az eredeti akku kapacitása 900 mAh volt, de ma már akár 1400 mAh-s is kapható hozzá. Az akkumulátor felett van a normál méretű SIM-kártya foglalata. A készülék alján van a töltő csatlakozója, valamint a 2.5 mm átmérőjű Jack-csatlakozó, ahová fülhallgatót lehet csatlakoztatni. Felül van a bekapcsológomb, amely a gyors hangprofilváltást is lehetővé teszi.

## Szoftver és funkciók
A telefon használatához szükség van egy SIM-kártyára. A kártya behelyezése után a felül lévő bekapcsoló gombbal indítható. Ekkor a készülék leteszteli a kijelzőt, majd bekapcsolt SIM-védelem esetén kéri a PIN-kódot. A helyes kód megadása után az indítási animáció, majd a készenléti kijelző jelenik meg. Ekkor jobb oldalon az akkumulátor töltöttségét, bal oldalon  pedig a térerősséget mutató ábra, fent a pontos idő és az állapot, – és értesítésjelző ikonok, középen pedig a szolgáltató neve vagy az operátorlogó látható. A fel gomb az utoljára tárcsázott hívásokat, a le gomb a névjegyzéket jeleníti meg. A funkciógomb a főmenübe visz. Valamennyi menüpont és almenüpont számozva van, így a számgombokkal gyorsabban elérhetők a funkciók. A telefon nem rendelkezik dinamikus belső memóriával, ezért a névjegyek és az SMS-ek csak a SIM-kártyán tárolhatók. Hívást indítani a névjegyzékből, a tárcsázóból és a hívásnaplóból lehet, de van gyorshívás is. A telefon támogatja a hangrahívást, amely segítségével beszéd hatására tudunk előre beprogramozott számokat tárcsázni. A telefonnal lehetséges a megszokott, 160 karakternél akár 3-szor hosszabb SMS. A bevitelnél lehetőség van a T9 szótár használatára is. Van csevegés funkció, ami azt jelenti, hogy egy kiválasztott partnerrel lehet SMS-üzeneteket váltani úgy, hogy azok a készüléken párbeszéd-szerűen, egymás alatt jelennek meg. Elérhető a képüzenetek funkció is, amellyel különböző ábrákat lehet küldeni más monokróm kijelzős Nokia készülékekre SMS-ben. A hangbeállításoknál lehet kiválasztani a csengőhangot. Harmincöt előre telepített egyszólamú dallam van, ezen felül a dallamszerkesztővel további hét saját csengőhang is létrehozható. Itt lehet még beállításani a hívás, – és üzenetjelzés módját és hangerejét, a nyomógombok hangerejét, és bekapcsolni a rezgő hívásjelzőt. A hangmódok különböző helyzetekhez konfigurált hangbeállításokat tartalmaznak. A beállításokban vannak a hívás-, a telefon-, és a biztonsági beállítások, valamint itt lehet a gyári beállításokat visszaállítani. A hívásátirányítás külön menüpontot kapott a főmenüben. Van számológép és emlékeztető. Az óra menüpontban lehet beállítani az időt és a dátumot, valamint bekapcsolni az automatikus időfrissítést. Itt találhatók az órához kapcsolódó funkciók, az ébresztőóra, a stopper és az időzítő. A játékok menüpontban négy játék található, ezek a Snake II, a Space impact, a Bantumi és a Paris II.

## Szervizkódok a telefonhoz
- *#06# – IMEI mutatása
- *#0000# – verziószám mutatása
- *#92702689# – garancia információkat mutat (csak kikapcsolás után lehet visszatérni a telefon normál üzemmódjába a kód beírása után)
- *3370#, #3370# – EFR mód be- és kikapcsolása

## Utódok
A 3330-as készüléket a Nokia 2000-2001-es kampányban mutatta be mint a 3310-es utódját. Az elődjéhez képest már alkalmas vonalkapcsolt WAP böngészésre, azonkívül játékokat is le lehet tölteni a telefonra. A telefon már rendelkezik belső memóriával is.
A 3310 2017-es változata a márka visszatérésekor jelent meg. Ez már színes kijelzős, multimédiás funkciókkal is el van látva, valamint képes GRPS és EDGE kaocsolatra, és Bluetooth-ra is. A készüléknek 2018-ban 3G-képes, 2019-ben pedig 4G-képes változata is megjelent, de utóbbi itthon nem kapható.

## Külső hivatkozások
- A Nokia 3310 a Nokia Magyarország honlapján
- Nokia.lap.hu – linkgyűjtemény